# Living Large
Living Large è l'album d'esordio del gruppo hip hop statunitense Heavy D & the Boyz, pubblicato il 27 ottobre del 1987 e distribuito dalla MCA. Nel 1998, la rivista The Source lo inserisce nella sua lista dei 100 migliori album hip hop.
| Recensione | Giudizio |
| ---------- | -------- |
| AllMusic   | [ 2 ]    |
| RapReviews | [ 3 ]    |

## Tracce
1. The Overweight Lovers In The House – 3:34 (musica: Marley Marl, Heavy D (co-prod.))
2. Nike – 2:00 (musica: DJ Eddie F, Heavy D)
3. Chunky but Funky (Remix) – 3:57 (musica: Andre Harrell, Teddy Riley, DJ Eddie F (remix), Steve Ett (remix))
4. Dedicated – 4:10 (musica: Teddy Riley, DJ Eddie F (co-prod.))
5. Here We Go – 3:43 (musica: Teddy Riley, Heavy D (co-prod.))
6. On the Dance Floor – 2:59 (musica: Teddy Riley, Andre Harrell)
7. Moneyearnin' Mount Vernon – 3:32 (musica: Teddy Riley, DJ Eddie F)
8. I'm Gonna Make You Love Me – 2:12 (musica: Teddy Riley, DJ Eddie F)
9. Overweighter – 3:15 (musica: DJ Eddie F)
10. I'm Getting Paid – 3:29 (musica: Teddy Riley, Heavy D (co-prod.))
11. Rock the Bass – 3:44 (musica: Teddy Riley, Heavy D, DJ Eddie F (co-prod.))
12. Mr. Big Stuff (Remix) – 3:23 (musica: Andre Harrell, DJ Eddie F (co-prod.), Marley Marl (remix))
13. Don't You Know – 4:20 (musica: Teddy Riley, Heavy D)

Durata totale: 44:18

## Classifiche

### Classifiche settimanali
| Classifica (1987)         | Posizione massima |
| ------------------------- | ----------------- |
| Stati Uniti               | 92                |
| US Top R&B/Hip-Hop Albums | 10                |